# Umeka Shōji
Umeka Shouji (庄司 宇芽香 Shōji Umeka?) es una seiyuu japonesa o una actriz de voz nacida el 20 de agosto en la prefectura de Kanagawa. Está afiliada al estudio Aoni Production y ha protagonizado una serie de roles de voz en varios anime, videojuegos y programas de televisión desde que comenzó su carrera en 2005.

## Obras

### Anime
- Antique Bakery (Ito)
- Beet the Vandel Buster (Chica)
- Chibi Maruko-chan (La madre de Hiro Aki)
- Death Note (Chica)
- Dennō Coil (Reina Raza)
- Digimon Xros Wars (Ren Tobari)
- GeGeGe no Kitaro (Niño, sirvienta, niñas, trabajadores, la esposa)
- Goshūshō-sama Ninomiya-kun (Yukie Nakamura, niñas)
- Hakushaku to Yōsei (Dama)
- Happy Lucky Bikkuriman (Niña)
- Hirogaru Sky Pretty Cure (Princesa Ellelain / Cure Nobel)
- Hyakko (Compañero de clase C)
- Kaidan Restaurant (Mujer del Teléfono)
- Kemeko Deluxe! (Kit B. Sounds)
- Kin'iro no Corda (Mori Manami, Kazuki Hihara, niñas, niño)
- Kon'nichiwa Anne: Before Green Gables (Gillian)
- Les Misérables: Shōjo Cosette (Sirvienta, Girl)
- Mononoke (Empleada del periódico)
- Neo Angelique ~Abyss~ (Chica)
- One Piece (Ran, Dama, soldado, miembro del público, Inazuma (mujer))
- Porphy no Nagai Tabi (Narissa, hermana mayor, florista)
- Rental Magica (Locutor de radio, Sirena)
- Sailor Moon Crystal (Cyprine y Ptilol)
- Shining Tears X Wind (Caris Philias)
- Someday's Dreamers (Saika Yuka, los pasajeros del autobús)
- Valkyria Chronicles (Pieroni Homer)
- You're Under Arrest! (Policía)

### OVA
- Dai Yamato Zero-go (Cain (hijo))
- Naisho no Tsubomi (Nana Takamatsu)
- Saint Seiya - The Hades (Oni Guizhou)
- Tokimeki Memorial 4 Original Animation (Aki Koriyama)

### Voz sobre papel
- Jonas (Stella)
- Horton Hears a Who! (Rudy)
- Mad Men (Sally Draper)
- Missing (Natalie)

### Videojuegos
- Ar tonelico II: Melody of Metafalica (Space Cat)
- Battle Fantasia (Coyori)
- Castlevania: Order of Ecclesia (Monica)
- Dungeon Fighter Online (Ophelia Beiguransu)
- Dynasty Warriors 6 (Warlords (Voz inocente y voz guay)
- Fragile: Farewell Ruins of the Moon (Marco personal)
- Kin'iro no Corda 2 (Mori Manami, Misaki Takizawa)
- Lunia: Record of Lunia War (Arjen Karunesu)
- Samurai Warriors (Takenaka Hanbei, Aya)
- Sangokushi Online (Otras voces)
- Super Smash Bros. Ultimate (Mii Fighter Type 2/12)
- The Legend of Heroes VI: Sora no Kiseki (Josette Capua)
- Tokimeki Memorial 4 (Aki Koriyama)
- Valkyria Chronicles (York Furojia, Kathryn O'Hara)
- xxxHolic ~Watanuki no Izayoi Sowa~ (Campanella, Satomi Mineko)
- Fate/Grand Order (Zenobia)

### CD de música
- Tokimeki Memorial 4 Character Single Box (como Aki Koriyama)